# Цкаростави
Цкаростави (груз. წყაროსთავი) — село в Грузии. Находится в Сагареджойском муниципалитете края Кахетия. Высота над уровнем моря составляет 700 метров. Население — 694 человека (2014).